# Hippolytia crassicollum
Hippolytia crassicollum là một loài thực vật có hoa trong họ Cúc. Loài này được (Rech.f.) K.Bremer & Humphries mô tả khoa học đầu tiên năm 1993.